# Jean Scotto
Jean Scotto (en arabe : جون سكوتو), né en 1913 à Alger et mort le 8 septembre 1993 à Montpellier est un prélat catholique algérien, militant pour l'indépendance de l'Algérie. 

## Biographie
Jean Scotto naît à Hussein-Dey le 1er avril 1913, il est fils d'un cafetier d'Hussein-Dey, il entre tout jeune au séminaire et sera ordonné prêtre par la France le 29 juin 1936. Il est alors nommé vicaire d'une paroisse du centre de la ville d'Alger.

### Seconde Guerre mondiale et engagement militaire
Au début de la guerre de 1939-1945, Jean Scotto échappe de peu à la captivité. À la reprise des hostilités après l'entrée en scène des Américains, il s'engage et participe au débarquement en Provence le 15 août 1944. Ses actions courageuses lui vaudront la Croix de Guerre et la Légion d'Honneur.

### Découverte de l'animation religieuse à Paris
Avant de revenir en Algérie, Jean Scotto découvre, au cours d'un séjour à Paris, les nouveaux courants de l'animation religieuses de l'Église.

### Retour en Algérie et activités ecclésiastiques
Il reprend ensuite ses activités de prêtre d'abord à Birmandreis. En 1948, il est nommé curé d'Hussein-Dey. Ses relations avec des chrétiens engagés font qu'il est rapidement mis en contact avec le FLN. Dès décembre 1954, il cache Salah Louanchi.
En 1955, il est nommé curé de Bab El Oued où son action continue. Il prend parti contre les injustices et se préoccupe des difficultés de la population. C'est ainsi qu'en décembre 1957, il met une des deux églises de sa paroisse à la disposition de sinistrés, à la suite d'une crue dans le quartier. En 1958, il prend parti contre les manifestations pour l'Algérie française et continue de dénoncer tortures et vengeances. Il est plusieurs fois perquisitionné pour son aide au FLN.
En 1961, il est nommé curé d'El-Harrach et prend, à l'Indépendance, la nationalité algérienne.
Son engagement en faveur de l'indépendance lui vaut d'être la cible en 1962 d'un attentat perpétré par des Européens contre son église.

### Engagement social et politique à Belcourt
En 1963, Jean Scotto est chargé de la paroisse de Belcourt où il promeut toutes sortes d'œuvres sociales. Lorsqu'en 1967 se déroulent des élections municipales, il est élu malgré lui à 100% à la mairie de son quartier.

### Évêque de Constantine et de Bône
En 1970, le pape Paul VI le nomme évêque de Constantine et d'Hippone (Annaba) à la suite de la démission de Paul Pierre Pinier, devenant ainsi le successeur de saint Augustin. Cependant, son plus grand désir est de rentrer dans l'ombre en retrouvant son quartier de Belcourt. Sa démission, plusieurs fois déposée, est acceptée en 1983.

### Décès
Un infarctus le terrasse alors qu'il partait visiter sa famille en France. Il décède le 8 septembre 1993 à Montpellier (ou Aix-en-Provence,), au moment où un certain nombre de personnalités commençait à engager pour lui un processus de candidature au Prix Nobel de la Paix.